# 신림중학교 축구부
신림중학교 축구부는 서울특별시에 위치한 신림중학교의 축구부이다. 신림중학교가 운영하는 축구부로 1983년 창단 하였다.

## 출신 선수
- 강준혁
- 정재희
- 이재원
- 이기형

## 같이 보기
- 신림중학교
- 2024 서울특별시장배 준우승
- 2025 전국소년체전 3위